# PLCD1
La fosfoinosítido fosfolipasa C delta 1 (PLCD1) (EC 3.1.4.11) es una isozima humana de la enzima fosfoinosítido fosfolipasa C. Cataliza la reacción:
1-fosfatidil-1D-mio-inositol 4,5-bisfosfato + H2O {\displaystyle \rightleftharpoons } 1D-mio-inositol-1,4,5-trisfosfato + diacilglicerol
Tiene como función la producción de las moléculas mensajeras diacilglicerol e inositol 1,4,5-trifosfato. Es esencial para el desarrollo de la placenta y de los trofoblastos. Se une a 3 iones calcio por subunidad. Dos de los iones calcio se unen al dominio C2. Otros dominios que contiene son 2 dominios manos EF, 1 dominio PH, 1 dominio PI-PLC X-box y 1 dominio PI-PLC Y-box.